# Ample bosnià
L'ample bosnià o bosnaspur és un ample de via estret amb una distància entre els costats interiors de dos rails paral·lels que fa entre 760 i 762 mm o 30 polzades. Aquest ample era força popular a l'antiga Iugoslàvia, sobretot a Bòsnia i Hercegovina. L'ample va utilitzar-se a la darreria del segle xix i es va popularitzar a tot l'Imperi Austrohongarès per a la construcció de vies segundàries. El 1911 es comptaven a l'imperi amb una xarxa de 1261 quilòmetres d'ample bosnià. En valls estretes amb moltes corbes era més econòmic que l'ample mètric o estàndard.

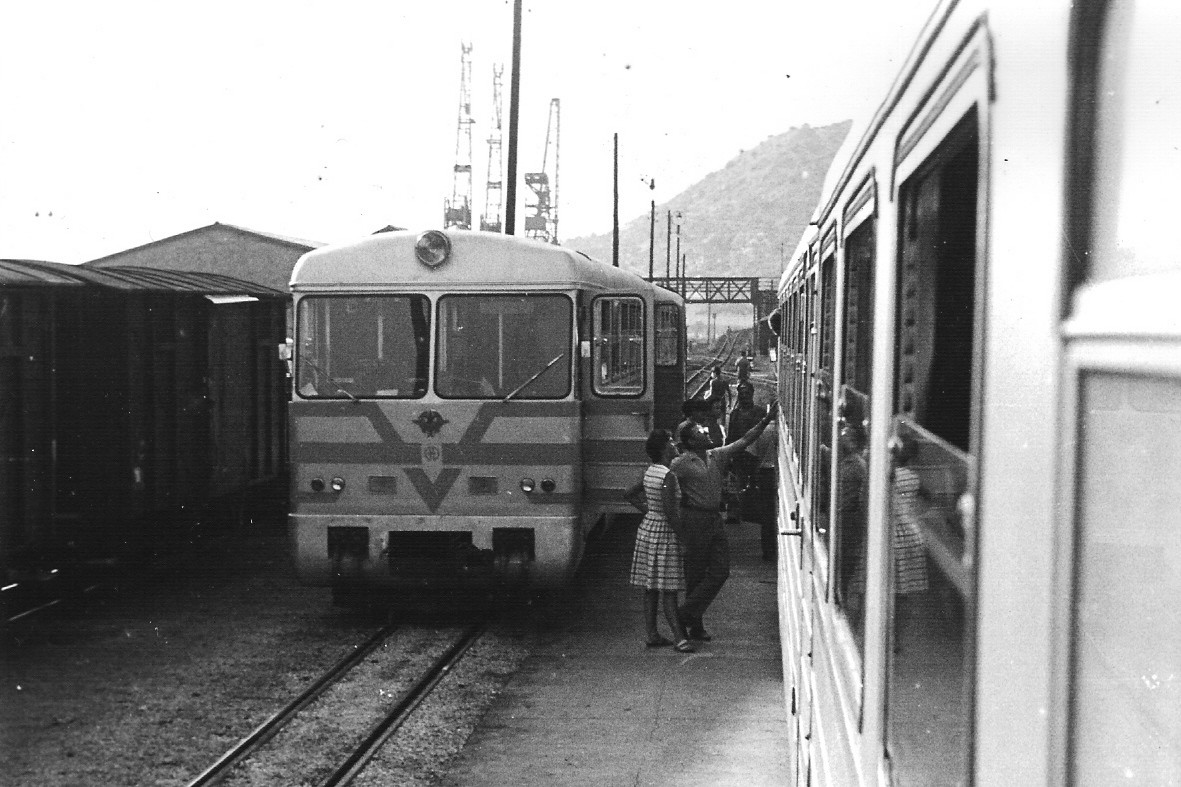
Tren a una via d'ample bosnià a Dubrovnik (1967)

A l'argot ferroviari àustriac es parla també d'«ample faraònic». Segons una llegenda l'enginyer austríac Alois Negrelli (1799-1858) durant la construcció del Canal de Suez l'hauria utilitzat per poder construir ferrocarrils als antics senders dels temps dels faraons que eren tant estrets que no hi hauria cabut res de més ample. No hi ha cap prova documentada sobre aquest fet probablement llegendari.

## Unes vies d'ample bosnià
- Ferrocarril de Mariazell: línia comercial de 91,3 km de Sankt Pölten a Mariazell a Àustria
- Ferrocarril Ober-Grafendorf–Gresten (1895-2010): el tram Ruprechtshofen–Wieselburg funciona com línia museal.
- El Vuit de Šargan: Línia museal i turística de Mokra Gora-Šargan Vitasi (Sèrbia) a Dobrun (Bòsnia i Hercegovina), restaurada entre 1999-2002.[5]
- La «Parenzana», la línia Trieste-Parenzo (Poreč)-Canfanaro (Kanfanar), 123,1 km, 1899-1935.[3]